# 'Arab al-Rashayida
'Arab al-Rashayida (àrab: عرب الرشايدة, ʿArab ar-Raxāyida) és una vila de la governació de Betlem, al centre de Cisjordània, situada 12 kilòmetres a l'est de Jerusalem. Segons l'Oficina Central d'Estadístiques de Palestina (PCBS), tenia 1.829 habitants en 2016.